# Temnocerus japonicus
Temnocerus japonicus là một loài bọ cánh cứng trong họ Rhynchitidae. Loài này được Morimoto miêu tả khoa học năm 1958.